# Kevin Rudd
Kevin Michael Rudd (* 21. září 1957, Nambour, Queensland, Austrálie) je bývalý australský předseda vlády a poslanec za vládní Australskou stranu práce (Australian Labor Party, ALP).
Byl předsedou ALP, od 3. prosince 2007 do 24. června 2010 také australským předsedou vlády a poté až do února 2012 ministrem zahraničních věcí Austrálie. Pod jeho vedením ALP zvítězila v australských parlamentních volbách v listopadu 2007 a Rudd poté nahradil v úřadu premiéra Johna Howarda, tehdejšího předsedu středopravé Liberální strany.

## Mládí
Narodil se v městě Nambour, asi 100 kilometrů severně od hlavního města Queenslandu Brisbane. Vyrostl na mléčné farmě poblíž města Eumundi. Jeho otec zemřel, když Ruddovi bylo 11 let, a rodina musela kvůli bídě farmu opustit. V patnácti letech, roku 1972, Rudd vstoupil do labouristické strany.
Vystudoval čínštinu a dějiny Číny na Národní univerzitě ve městě Canberra. Plynule mluví mandarínštinou. Od roku 1980 pokračoval ve studiu na Tchaj-wanu na univerzitě v Tchaj-peji.
V roce 1981 se oženil s Thérese Reinovou, s níž se seznámil během studia. Mají spolu tři děti - Jessicu (1984), Nicholase (1986) a Marcuse (1986).

## Kariéra
V letech 1981 až 1988 pracoval na ministerstvu zahraničí. Většinu osmdesátých let strávil s rodinou na velvyslanectvích ve Stockholmu ve Švédsku a v Pekingu v Číně. Po návratu do Austrálie pracoval nejdříve jako vedoucí kanceláře opozičního lídra v Queenslandu, Wayneho Gossa. V letech 1989 až 1992 byl vedoucím jeho kanceláře tehdy už ve funkci queenslandského premiéra. V tomto postavení se Rudd zasloužil mimo jiného o rozvoj vyučování cizích jazyků na školách. Přispěl také k vytváření politiky přibližování asijských jazyků a asijské kultury Australanům.
Poté, co Goss v roce 1995 prohrál volby, pracoval jako konzultant pro Čínu. V roce 1996 neúspěšně kandidoval do parlamentu; zvolen byl až v následujících volbách, v roce 1998.
V letech 2001–2005 byl stínovým ministrem zahraničí. Z tohoto titulu kritizoval předsedu vlády Johna Howarda za podporu USA při invazi do Iráku v roce 2003. Ačkoliv díky své úloze stínového ministra zahraniční vešel ve známost a v letech 2003 až 2005 se několikrát změnilo vedení labouristické strany (Simon Crean, Kim Beazley, Mark Latham, Kim Beazley), nepokoušel se získat vedoucí pozici ve straně. O funkci předsedy se ucházel až v prosinci 2006, kdy průzkumy veřejného mínění naznačovaly, že jeho popularita je dvakrát vyšší než podpora dosavadního předsedy Kima Beazleyho. 4. prosince 2006 byl Rudd zvolen předsedou strany. Za své priority označil pracovně-právní vztahy, vyřešení války v Iráku, řešení dopadů globálního oteplování, úpravu australské federace, sociální spravedlnost a budoucnost australského výrobního průmyslu.
Zanedlouho on sám v čele Australské strany práce (Australian Labor Party) překonali Johna Howarda v průzkumech veřejného mínění. Podporu získával svými výroky na témata budoucnosti federace, klimatických změn, širokopásmového internetu a domácí výroby automobilů.
24. listopadu 2007 vyhrál federální volby a po více než deseti letech sesadil z premiérského křesla Johna Howarda. 3. prosince složil premiérský slib a jmenoval federální vládu. Jedním z prvních jeho kroků ve funkci předsedy vlády bylo podepsání Kjótského protokolu; ten byl zanedlouho ratifikován i parlamentem. Rudd se dále omluvil Aborigincům, původním obyvatelům Austrálie za příkoří, které utrpěli v minulosti. Prohlásil také, že plánuje stáhnout australské vojáky z Iráku a že se bude zasazovat o zrovnoprávnění leseb a gayů. Průzkumy veřejného mínění z března 2008 ukázaly, že má podporu 73 % Australanů, což je dosud nejvyšší zaznamenaný podíl.

## Rezignace
24. června 2010 rezignoval na funkci premiéra a předsedy strany a Julia Gillardová jej v těchto funkcích nahradila.
Dne 27. června 2013 jí v obou funkcích, tedy předsedy strany i předsedy vlády, vystřídal. V září 2013 labouristé prohráli v parlamentních volbách a Kevina Rudda ve funkci premiéra nahradil lídr konzervativní koalice Tony Abbott.